# Most Tähtiniemi
Most Tähtiniemi (fiń. Tähtiniemen silta) – most wantowy w Finlandii, miejscowości Heinola przebiegający przez Ruotsalainen Järvi. Jest drugim pod względem długości mostem w Finlandii. Przez most przebiega droga krajowa nr 4.